# Cesare Barbetti

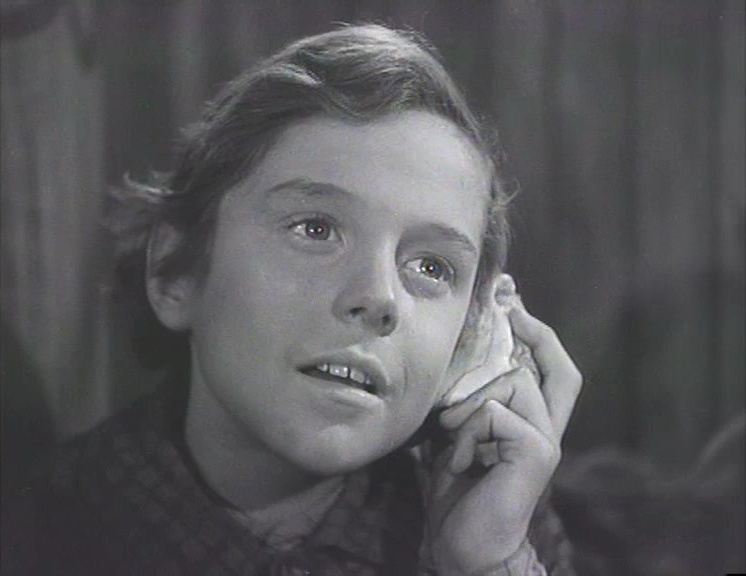
Cesare Barbetti

Cesare Barbetti (* 29. September 1930 in Palermo; † 13. September 2006 in Lucca) war ein italienischer Schauspieler und Synchronsprecher.

## Leben
Barbetti wurde bereits im Kindesalter für Film- und Fernsehrollen verpflichtet, widmete den Schwerpunkt seiner Arbeiten aber zunächst dem Radio. Seine markante Stimme ließ ihn zu einem der meistbeschäftigten Synchronsprecher Italiens werden; er lieh sie neben zahlreichen anderen US-amerikanischen und internationalen Stars wie Robert Duvall, Warren Beatty, Bruce Lee, Steve McQueen, Steve Martin, Kevin Kline, Jack Nicholson, William Shatner, Alain Delon und Donald Sutherland.
1934 debütierte der Vierjährige als Sohn des von Eduardo De Filippo dargestellten Gouverneurs in Il capello a tre punte. Bis 1943 entwickelte sich Barbetti zum gefragtesten Kinderdarsteller seiner Zeit und ließ bereits in diesen Jahren beachtliches Talent erkennen, so als junger Mozart in Melodie eterne (1940) oder in sentimental-romantischen Rollen der Kriegsjahre. Nach dem Zweiten Weltkrieg konzentrierte sich Barbetti auch aus Mangel an Filmangeboten auf das Theater und spielte u. a. neben Paola Barbara den Teufel in Non si dorme a Kirkwall von Alberto Perrini. 1955/1956 spielte er in zwei musikalischen Komödien des Autorenduos Garinei-Giovannini.
Mit Beginn der 1970er Jahre fand Barbetti auch Arbeit für Fernsehfilme und als Gast in Serien; im Jahrzehnt darauf sorgte Pupi Avati für die Wiederentdeckung als Kinodarsteller.
2002 erhielt Barbetti den VI targa Gualtiero De Angelis für seine Synchronarbeiten.

## Filmografie (Auswahl)
- 1934: Il cappello a tre punte
- 1951: Messalina (Messalina)
- 1983: Zeder (Zeder)
- 2004: Don Matteo (Don Matteo, Fernsehserie, eine Folge)